# Staeldiep (schip, 1970)
De Staeldiep is een veerpont die samen met de Blankenburg de veerdienst Maassluis-Rozenburg onderhoudt. De pont is gebouwd voor 39 auto's en 380 passagiers. Gedurende de spits varen beide ponten ruwweg om de tien minuten, daarbuiten vaart een enkele pont om de 20 minuten.

## De pont
- ENI-nummer: 02313018
- Type: Koplader
- Gebouwd door: Fa. C. Amels & Zn. op de werf Welgelegen in Makkum
- Opgeleverd: 1970
- Lengte: 46,86 m
- Breedte:
- Tonnage: 223,894
- Hoofdmotor: 2x Caterpillar
- Aandrijving: Voith-Schneider-propellers

## Geschiedenis
- 1970 Gedoopt als STAELDIEP voor rederij Van der Schuijt, Van der Boom en Stanfries NV. S.B.S. is ook een dochter van de Koninklijke Nedlloyd geweest.
- 2001 is de rederij verzelfstandigd onder de naam "Veer Maassluis" (Van der Schuyt - Van den Boom - Stanfries bv)
- 1 januari 2008 Verkocht aan Rederij Naco / Connexxion Water B.V. van Connexxion Holding